# Château de Lally
Pour les articles homonymes, voir Lally.
Le château de Lally est un château français situé dans la commune de Saint-Léger-du-Bois en Saône-et-Loire, dans la vallée, au bord du ruisseau de Lacanche.

## Description
La partie la plus ancienne semble être une grosse tour barlongue, appareillée en pierres. Au nord, le mur de gros appareil, qui se poursuit de part et d'autre de la tour, formait le mur d'enceinte polygonal du château fort. Vers l'est, un bâtiment moderne à usage agricole s'y appuie. Vers l'ouest, un corps de logis fait retour d'équerre : des corbeaux de mâchicoulis subsistent à l'angle extérieur.
Dans la cour, une tête noyée dans la maçonnerie et plusieurs fragments de sculptures sont encore visibles. Les anciens fossés forment bief vers le nord où se trouvait un petit moulin abandonné. Un bâtiment de communs date du XVIIe siècle.
Le château est une propriété privée et ne se visite pas.
Il fait l’objet d’une inscription au titre des monuments historiques depuis le 6 février 1980.

## Historique
- XIIe siècle : un château est attesté pour la première fois[2].
- début XVe siècle : propriété des Bréchard.
- premier tiers du XVIe siècle : Denis Poillot, président au Parlement de Paris, et envoyé en ambassade auprès du roi d'Angleterre par François Ier, est seigneur du lieu.
- de 1566 à 1574 : le château est la propriété de Jacques Bretagne, maire d'Autun[3].
- XVIIIe siècle : le domaine appartient à la famille Mac-Mahon.
- époque moderne : l'ensemble sert actuellement d'exploitation agricole.

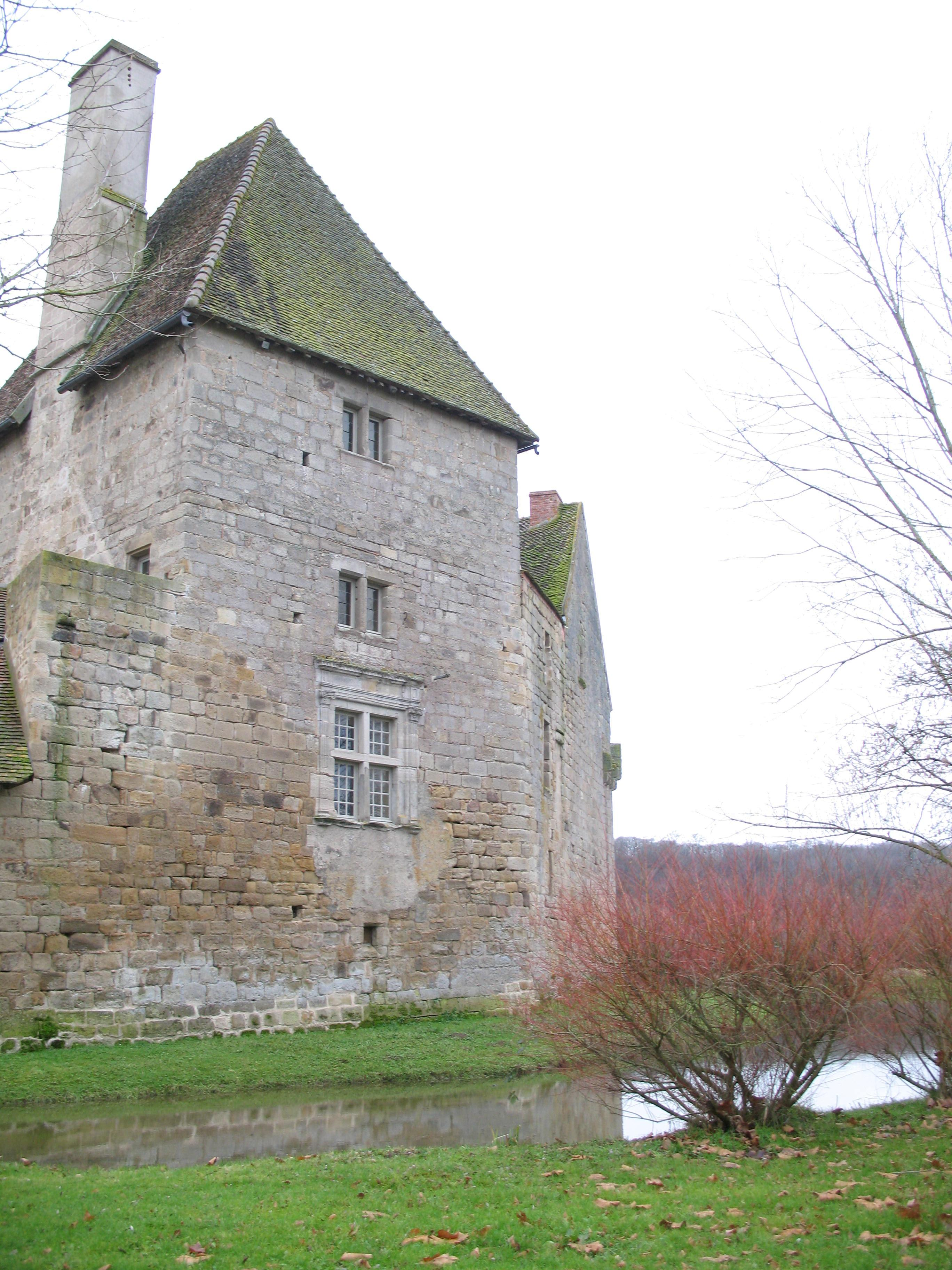
La tour barlongue.
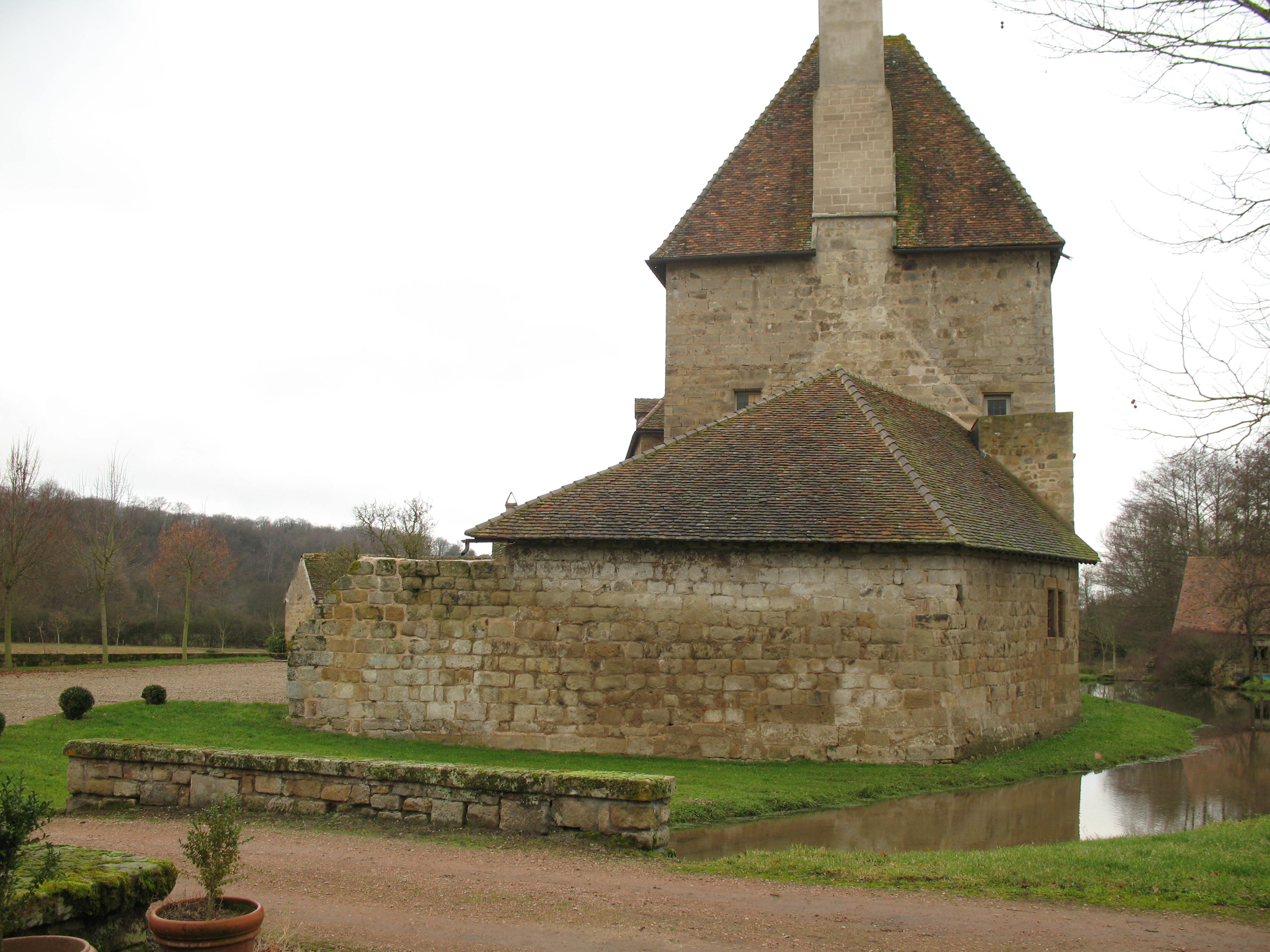
Le bâtiment adossé à la tour.
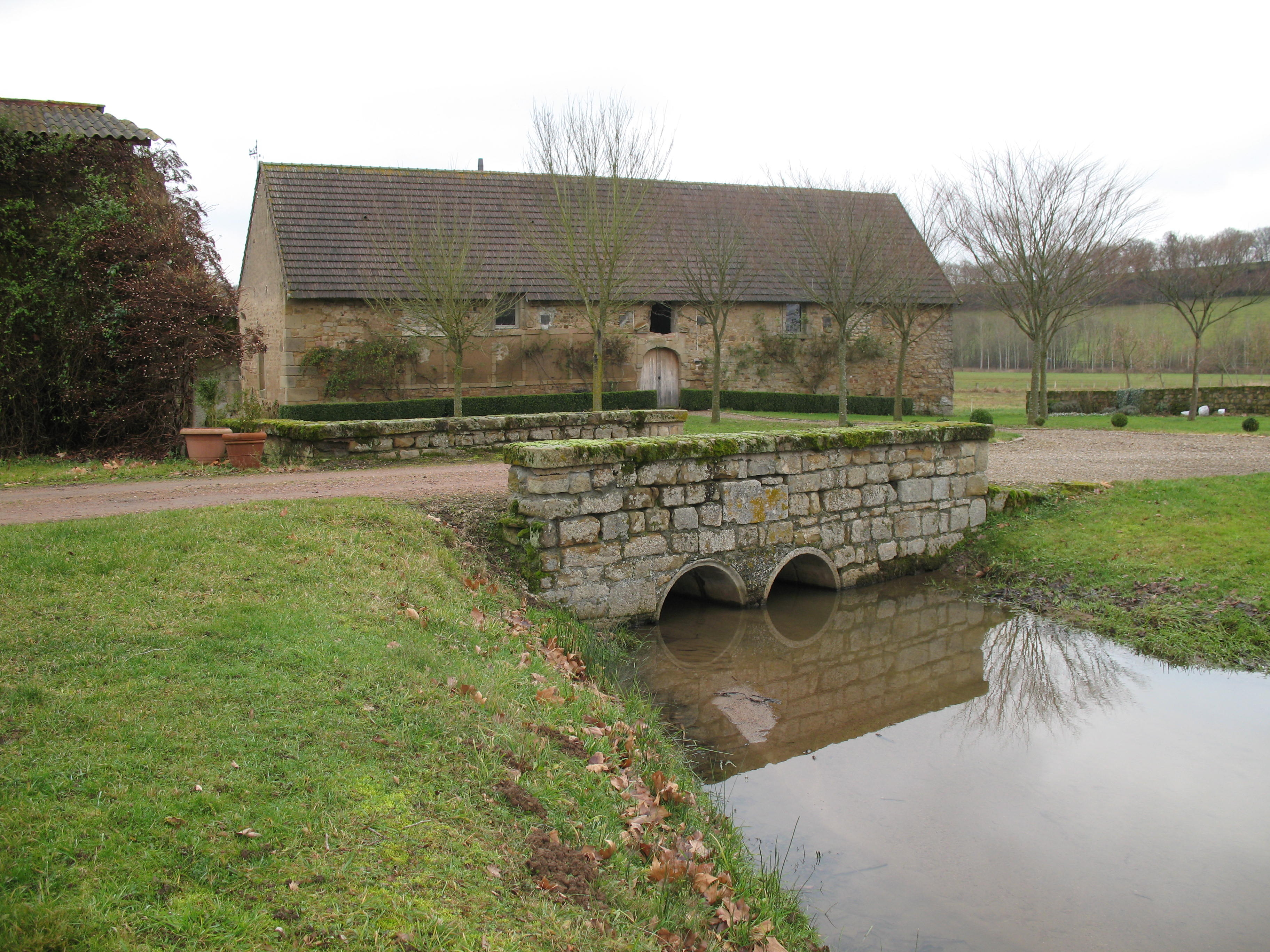
Le ruisseau de Lacanche.